# Tiger Woods PGA Tour 11
Tiger Woods PGA Tour 11 es un videojuego de deportes desarrollado por EA Tiburon y publicado por EA Sports para PlayStation 3, Wii y Xbox 360.

## Características
Tiger Woods PGA Tour 11 presenta el torneo Ryder Cup por primera vez en la historia de la franquicia. El juego también cuenta por primera vez con un modo multijugador en línea de 24 jugadores que permite a los jugadores competir en la Ryder Cup en línea, representando el lado estadounidense o europeo del torneo.
La versión de Wii introduce dos nuevos modos de swing, uno es Advance Plus, un modo en el que se rastrea la dirección del swing, y el otro es Tour Pro, en el que la cámara cambia a primera persona y el palo se controla 1:1 (se ve el palo como si mirara hacia abajo). Para este modo, se sugiere que el jugador coloque una pelota de golf real en el suelo para ver un punto de referencia mientras juega. La versión también agrega 36 hoyos de golf en miniatura y un modo de golf de disco en línea.
También se incluye la función "True View", un paso para agregar algo de realismo al juego al eliminar algunas asistencias, a saber, la vista de sobrevuelo antes de hacer un swing, lo que obliga al jugador a usar las posiciones de la cámara cerca del golfista en el juego y el mapa para el green.

## Recepción
Tiger Woods PGA Tour 11 recibió críticas "generalmente favorables", según el agregador de reseñas Metacritic.